# 笠間時朝
笠間 時朝（かさま ときとも、元久元年5月5日（1204年6月4日） – 文永2年2月9日（1265年2月26日））は、鎌倉時代の常陸国の武将。従五位上長門守、左衛門尉。

## 生涯
塩谷朝業の次男として生まれる。宇都宮頼綱の養子となり常陸国笠間に入って笠間氏を名乗り、16歳の頃より約16年の歳月をかけて、嘉禎元年（1235年）、佐白山に笠間城を築いて居城とする。
ただし、13世紀の笠間地方（「新治東郡」と称された）は大蔵省の保が置かれて実際に機能していたことが知られており、それ以外にも稲田郷には宇都宮頼綱の弟とも言われる稲田頼重（九郎、親鸞の庇護者としても著名）がいたと伝えられる中で時朝がこの地域に勢力を伸ばせたとしても限られた地域に限定され、笠間に進出した背景については不明な点が多い。
天福元年（1233年）頃、鎌倉幕府に出仕し始めると頭角を現し、将軍の公式行事に二十数回も出ており（吾妻鏡）、仁治元年（1240年）には検非違使に任命され、仁治3年（1242年）の後嵯峨天皇即位の大嘗会には、供奉役人として上京奉仕している。さらに、父朝業が没した宝治2年（1248年）12月17日には、本家である兄の塩谷親朝を上回る従五位上（塩谷氏は従五位下）長門守という官位官職に任じられている。
時朝は、笠間十八代の基礎を作り上げ、文永2年（1265年）2月9日、62歳で没する。戒名は、晏翁海公大禅安門。

## 人物像
時朝は、身の丈が当時としては高く178cmもあり、その恵まれた体格から武勇に優れていたが、文化人としても名が高く、宇都宮新和歌集には、頼綱（蓮生）に次ぐ51首もの歌が収録されており、時朝の詩集である『前長門守時朝入京田舎打聞集』の写本が現在、宮内庁書陵部に所蔵されている。

## 文化的業績
時朝は、建長5年（1253年）7月と文永元年（1264年）8月10日に京都蓮華王院（三十三間堂）に千手観音（120号像・169号像）を寄進している。1,001体ある三十三間堂の千手観音立像の中で、鎌倉時代のもので寄進者が確実に判明しているのは時朝が寄進したこの2体だけである。
宝治元年（1247年）4月に石寺弥勒堂弥勒菩薩立像、建長4年（1252年）7月には楞厳寺千手観音立像、翌建長5年（1253年）7月には岩谷寺薬師如来立像が地元笠間のそれぞれの寺に寄進され、現在、それぞれ国の重要文化財に指定されている。建長7年（1255年）11月には、鹿島神宮に唐本一切経を奉納寄進し、日光輪王寺の旧三仏堂の日光三社権現像の内、千手観音像を寄進した。また、山形県寒河江市の慈恩寺には弘長3年（1263年）常陸国小山寺（富谷観音）旦那笠間時朝銘のある木造大日如来坐像が現存する。また、高橋修は従来は小田氏が主体と考えられてきた建長4年（1252年）の忍性の常陸国下向について、まだ少年だった小田時知が当主を務める当時の小田氏のみでは困難で、時知の祖父である小田知重と友好関係にあった時朝が関与したとする説を唱えている。
自身は出家得度の道を選ばなかったが、時朝の特に仏教における文化的業績は大きかった。